# Denis Sassou-Nguesso
Denis Sassou-Nguesso (dəˈni sasungɛˈso) (Edou, 23 de noviembre de 1943) es un político y exmilitar congoleño, presidente de la República Popular del Congo desde 1979 hasta 1992 y desde 1997 hasta la actualidad.

## Inicios
Nació en el distrito de Oyo, al norte del país, cuando este aún era una colonia francesa, en el seno de una familia católica de la tribu mbochi. Sus padres son Julien Nguesso and Émilienne Mouebara. Fue el hermano más joven de la familia. Se alistó en el Ejército en 1960, justo antes de la independencia del país. Recibió entrenamiento militar en Argelia y Saint Maixent, en Francia, antes de regresar a su país para unirse al regimiento de paracaidistas de élite.

## Carrera política
Tenía tendencias socialistas y apoyó a la oposición a Fulbert Youlou en Les Trois Glorieuses de agosto de 1963. A pesar de esto, tomó parte en el golpe de Estado que llevó a Marien Ngouabi al poder, y fue uno de los primeros miembros del Partido Congoleño del Trabajo (PCT) cuando se fundó en diciembre de 1969.
En 1970 Sassou Nguesso fue nombrado Director de Seguridad y ministro del nuevo consejo presidencial. Cuando Ngouabi fue asesinado Nguesso desempeñó un papel importante en el mantenimiento del control, liderando brevemente el Comité Militar del PCT que controló el Estado hasta la sucesión por parte del coronel Joachim Yhombi-Opango. Sassou Nguesso fue recompensado con una promoción a coronel y el puesto de videpresidente del CMP.

### Primera presidencia
Permaneció en el cargo de vicepresidente hasta el 29 de febrero de 1979, cuando Yhomby-Opango fue expulsado del poder en un golpe de Estado en el que se le acusó de corrupción y perversión política. El 8 de febrero el CMP eligió a Nguesso como nuevo presidente y en el Tercer Congreso Extraordinario del PCT su cargo fue confirmado.
Sassou Nguesso sorprendió a muchos observadores internacionales que veían en él únicamente a un hombre fuerte desde el punto de vista militar al revelar unas fuertes convicciones marxistas, así como habilidades para la política práctica. Negoció préstamos al FMI y permitió a los inversores de Francia y Estados Unidos acceder a las extracciones de petróleo y minerales. También viajó a Moscú en 1981 para firmar un pacto de amistad de veinte años con la Unión Soviética.
Fue reelegido presidente por otros cinco años en el Congreso del PCT celebrado en 1984, en los que moderó las políticas socialistas si la situación así lo requería. Fue presidente de la OUA entre 1986 y 1987. A finales de 1987 se enfrentó a una revuelta militar en el norte del país con la ayuda de Francia.
Tras el Congreso de 1989, Sassou Nguesso vio como se colapsaba el bloque comunista en Europa del Este y, bajo la presión francesa, empezó a preparar el proceso de transición al capitalismo. En diciembre de 1989 anunció el fin del control gubernamental de la economía y declaró una amnistía parcial para los presos políticos. Al año siguiente trató de mejorar la situación económica y reducir los niveles de corrupción de su gobierno. Desde agosto de 1990 se permitió la formación de otros partidos políticos y Sassou Nguesso realizó una visita oficial simbólica a los Estados Unidos que pondría los cimientos de una nueva serie de préstamos del Fondo Monetario Internacional a finales de aquel año. En febrero de 1991 se decidió establecer un gobierno democrático y Nguesso se apartó de la primera línea política, dejando que Andre Milongo fuera nombrado presidente provisional del CSR hasta las elecciones de 1992.

### Alejamiento del poder
En las elecciones de junio y julio de 1992 el PCT consiguió solamente 19 de los 125 escaños de la Asamblea Nacional, la UPADS (Union panafricaine pour la démocratie sociale) de Pascal Lissouba fue el partido más votado y el MCDDI (Mouvement Congolais pour la démocratie et le développement intégral) de Bernard Kolelas la segunda fuerza política. En las elecciones presidenciales de agosto, el combate político se libró entre Lissouba (UPADS) y  Kolelas (MCDDI). Lissouba ganó la segunda ronda con el 61% de los votos. Nguesso fue eliminado en la primera ronda tras obtener un 17% de los votos.
Lissouba empezó su gobierno entre acusaciones de manipulaciones de los votos, lo que provocó que incrementara la represión para poder mantener el poder. Desde noviembre de 1993 hasta final de año, los choques entre los partidarios de Kolelas y Lissouba arrojaron una cifra de 1.500 muertos. En 1994 Sassou Nguesso abandonó el país con destino a París, de donde no volvería hasta 1997 para participar en las elecciones electorales programadas para julio.

### Segunda guerra civil y retorno a la presidencia
El 5 de junio de 1997 Lissouba ordenó a su ejército que rodease la residencia de Sassou Nguesso en Brazzaville. La milicia de Nguesso rechazó al ejército y estalló un conflicto mayor. Ngueso consiguió el apoyo de Angola y del 11 al 14 de octubre sus tropas tomaron Brazaville. Lissouba huyó y Nguesso fue nombrado presidente el 25 de octubre.
Sassou Nguesso se preparó para permitir una vuelta a la democracia y empezar un proceso de transición de tres años en 1998, pero el recrudecimiento de las luchas con la oposición llevaron al fracaso del proyecto. Con el incremento del poder de las fuerzas gubernamentales y los subsiguientes acuerdos de paz de 1999 las elecciones se reprogramaron para 2002, aunque no todos los grupos rebeldes firmaron los acuerdos. El 10 de marzo Sassou Nguesso ganó con casi el 90% de los votos, pues se impidió participar a sus dos rivales principales, Lissouba y Kolelas, y el único rival de cierta talla, Andre Milongo, pidió a sus partidarios que boicotearan las elecciones y por lo tanto se retiró de las mismas. Se acordó una nueva constitución en junio de 2002 que garantizaba al presidente nuevos poderes y además extendía su mandato a siete años además de instituir una nueva asamblea bicameral. Habiendo ejercido como presidente de la Organización para la Unidad Africana, fue elegido presidente de la Unión Africana, la organización sucesora de la OUA en enero de 2006.  

### 2009-2016: reelección y referendo constitucional
En el 2009  gana las elecciones presidenciales.

### Reelección en el 2021
El 23 de marzo, la comisión electoral anunció que Denis había nuevamente ganado con más del 88% de los votos.
En octubre de 2021, Denis Sassou-Nguesso fue citado en el escándalo de los Papeles de Pandora. Según el consorcio internacional de periodistas, fue en 1998, justo después del regreso al poder de Denis Sassou-Nguesso, cuando la empresa Se informó que la inversión interafricana se registró en las Islas Vírgenes Británicas, un paraíso fiscal del Caribe. Denis Sassou-Nguesso niega en bloque que se trate de documentos.